# 张弼士故居 (梅州)
光禄第位于中国广东省梅州市大埔县西河镇车龙村，是梅州清代企业家张弼士的故居，光禄第建于清光绪三十四年（公元1908年），建筑面积4180平方米，为典型的三堂四横一围客家围屋，共有18个厅、13个大井、99个房间。2013年成为中国国家3A级景区。2019年10月7日公布为第八批全国重点文物保护单位。